# Zwingenberg (Baden)
Zwingenberg é um município da Alemanha, no distrito de Neckar-Odenwald, na região administrativa de Karlsruhe , estado de Baden-Württemberg.